# K's Choice
K's Choice es una banda de rock belga de Amberes, formada a mediados de los años noventa cuyos miembros son Sam Bettens (voz principal, guitarra) y Gert Bettens (guitarra, teclado, voces), a los que se unen Eric Grossman (bajo), Thomas Vanelslander (guitarra), Reinout Swinnen (teclados) y Koen Liekens (batería). La banda publicó varios álbumes que alcanzaron disco de oro y disco de platino.

## Historia de la banda: Formación
A mediados de los noventa, Sam y Gert tocaban en una banda amateur, The Basement Plugs. Esto llevó al descubrimiento de Sam, a quien una discográfica ofreció un contrato sobre todo por su enimágtica y peculiar voz. Con algunos nombres en inglés Sam apareció en algunas bandas sonoras con versiones que incluían: "I'm so lonesome I could cry" originalmente por Hank Williams) para la película Vrouwen Willen Trouwen (Women Want To Marry) y un dueto con Franki Miller, "Why Don't You Try Me", (originalmente por Ry Cooder) para la película Ad Fundum. El contrato ofrecido le llevó a formar una banda con su hermano Gert, llamada The Choice, en 1994. Su primer álbum fue The Great Subconscious Club
En 1993 la banda tenía cinco miembros permanentes: Sam y Gert Bettens, Jan van Sichem, Jr. (guitarra), Koen Lieckens (batería) y Erik Verheyden (bajo). Los cinco miembros hicieron una gira por Alemania y Estados Unidos como teloneros de Indigo Girls. Cuando descubrieron que en Estados Unidos existía otra banda con el mismo nombre, cambiaron el suyo para evitar problemas legales; se decidieron por "K's Choice" mientras buscaban una letra que rimara mejor con la palabra choice. Cuando creyeron que les hacía falta una historia detrás de la elección de la K pensaron en Joseph K de El Proceso de Kafka. Más tarde admitirían la elección arbitraria de la "K".
En 1996 grabaron Paradise in Me. "Not an Addict" fue el primer sencillo del álbum y el primero en dar fama mundial a la banda. Este sencillo sigue siendo hoy en día uno de sus más populares e incluso se emite en varias radios diez años después. Fue en ese momento cuando el baterista Bart der Zeeuw fue remplazado por Koen Liekens, así como los bajistas, que cambiaban continuamente. Al año siguiente (1996-1997) fueron teloneros de Alanis Morissette, quien los escuchó tocando en un festival europeo y los contrató como teloneros. En 1998, Cocoon Crash, su tercer álbum, ya estaba grabado. Mientras tanto, el estadounidense Eric Grossman se había convertido en el bajista permanente. En 1999 la banda apareció en Buffy la Cazavampiros en el episodio "Doppelgängland" cantando su canción "Virgin state of mind". La canción apareció igualmente en la banda sonora de la serie 'Buffy the Vampire Slayer: The Album'. En 2000, su último álbum de estudio Almost Happy fue terminado, y Koen Liekens volvió como batería de la banda. En 2001 Live (un CD doble recopilatorio de canciones en directo) fue sacado a la venta, y en 2003 Ten (una recopilación de sencillos y canciones que no aparecían en los álbumes, que incluía además el nuevo sencillo "Losing You") se publicó acompañado de un DVD con el mismo nombre.
En 2003 la banda decidió tomar un descanso. Gert y Sam querían continuar como artistas, no como banda. Gert produjo un álbum para una banda belga, Venus in Flames, y Sam grabó un LP en solitario "Go" y apareció en algunas bandas sonoras con canciones suyas ("All of This Past" en Underworld (2003) y "Someone to Say Hi To" en Zus and Zo).
En adición a los cuatro álbumes, el directo, y el recopilatorio, también llevaron al mercado cuatro ediciones limitadas para fanes: Extra Cocoon, 2000 Seconds Live, Home y Running Backwards.
En 2005 Sam sacó un álbum en solitario Scream tanto en Europa como en Estados Unidos, donde hizo una gira promocional. Gert ha estado preparando material inédito con la banda Moon Brigade y ha anunciado que su nueva banda se llamará Woodface (que también es uno de sus álbumes favoritos de Crowded House). Woodface publicó su primer álbum Good Morning Hope el 19 de septiembre de 2005 Sam, por su parte publicó otro álbum en solitario llamado Shine en 2007.
El 7 de octubre de 2008, en una entrevista con Austin Sound Check, Sam confirmó planes para un álbum nuevo en 2009 La página oficial de la banda anunció en junio de 2009 que el nuevo álbum se publicaría a principios de 2010. Gert y su banda Woodface actuaron com apertura para los conciertos de Sam Bettens en 2007 y 2008, en que tocaron también algunos temas conocidos de K's Choice. El 8 de junio de 2009, seis años después de que la banda anunciara una pausa indefinida, la página oficial anuncia que estarían tocando en la 35ª edición de Folk Dranouter el 7 de agosto de 2009. Ese mismo año, para celebrar la vuelta del grupo en un sello internacional, Sony Music publicó un recopilatorio llamado The Essential K's Choice.
K's Choice grabó su quinto álbum, "Echo Mountain", en Echo Mountain Studios en Asheville, Carolina del Norte. El álbum fue lanzado el 26 de marzo de 2010. Los primeros singles publicados fueron "When I Lay Beside You" y "Come Live The Life".
Después de 5 años de "Echo Mountain", en septiembre de 2015 salió el nuevo álbum "The Phantom Cowboy" lanzado por el sencillo "Private Revolution". el álbum tiene una dirección decididamente roquera, con canciones enérgicas y directas.
En 2017, K's Choise celebró su carrera de 25 años publicando "25": una compilación que contiene sus mayores éxitos en versión remasterizada con la adición de obras inéditas y una nueva versión de "Not an Addict" grabada con la colaboración de Skin de la banda "Skunk Anansie".

## Música: Estilo
Su música puede ser descrita como de autor basado en guitarra, rock o folk-rock. Cubre un amplio rango; desde íntimas y delicadas canciones de autor a canciones más sonoras, con más fuerza y activas. La enigmática voz de Sam es una de las "marcas de fábrica" de la banda. En los siete años entre The Great Subconscious Club y Almost Happy su música ha cambiado, se ha vuelto algo más delicada. Sam y Gert escriben la mayoría de las letras y música. Muchas de ellas las escriben separadamente. Sam intenta expresar sus ideas en sus canciones y pide ayuda para escribir canciones tontas o con juegos de palabras. El tema favorito de Gert es perder al ser amado. Mientras que algunas canciones son fáciles de entender, otras son algo más oscuras e incomprensibles, resultando extrañas. Esto llevó a Sam a afirmar que: "Escuchando las letras por primera vez puede hacerse difícil por no entender el significado. Cuando las escuchas una segunda vez puedes encontrar verdades en estas cifradas palabras. Si lo haces, por favor házmelo saber".

## Discografía
- The Great Subconscious Club (1993)
- Paradise in Me (1996)
- Cocoon Crash (1998)
- Almost Happy (2000)
- Echo Mountain (2010)
- The Phantom Cowboy (2015)
- Love = Music (2018)

### Recopilatorios y CD para coleccionistas
- Extra Cocoon (1998)
- 2000 Seconds Live (1998) (fanclub only)
- Live (2001)
- Home (2001) (fanclub only)
- Running Backwards (2003) (fanclub only)
- 10: 1993-2003 - Ten Years Of (2003)
- The Essential K's Choice (2009)
- Little Echoes (2012) (Incluye algunas versiones de temas de otros artistas, como por ejemplo del tema No Surprises de Radiohead o I'm so excited de The Pointer Sisters).